# Dichochrysa namibensis
Dichochrysa namibensis là một loài côn trùng trong họ Chrysopidae thuộc bộ Neuroptera. Loài này được Hölzel miêu tả năm 1993.